# Троица (Ханты-Мансийский район)
Троица — село в России, находится в Ханты-Мансийском районе Ханты-Мансийского автономного округа — Югры. Входит в состав Сельского поселения Луговской. Население на 1 января 2008 года составляло 339 человек.

## История
В путевых записях путешественника и естествоиспытателя Г.Ф. Миллера населённый пункт упомянут под топонимом Белогорский, или Троицкий погост: 
Белогорский, или Троицкий погост, на левом берегу, в 6 верстах от предыдущей протоки Emder и в 13 верстах от Белогорских юрт. Имеет церковь, посвященную Св. Троице, перенесенную сюда с Белогорского острова. При ней, помимо жилищ церковных служителей, нет больше никаких русских жителей. Однако много остяков предыдущей волости живет здесь зимой в 20 юртах.
Согласно Спискам 1868–1869 гг., село Троицкое состояло из 12 хозяйств, где проживало 90 человек. Здесь находились православная церковь, почтовая станция и сходбище инородческой Котской волости для положения ясака.
В 1912 г. являлось селом в Елизаровской волости Березовского округа Тобольской губернии.
В 1926 г. в селе Троица было 52 домохозяйства и в них проживало 224 человек, из них все - русские.

## Статистика населения
| Год  | Численность населения (по данным переписей населения) |
| ---- | ----------------------------------------------------- |
| 1926 | 224                                                   |
| 1989 | 391                                                   |
| 2002 | 333                                                   |
| 2010 | 394                                                   |
| 2021 | 308                                                   |

## Климат
Климат резко континентальный, зима суровая, с сильными ветрами и метелями, продолжающаяся семь месяцев. Лето относительно тёплое, но быстротечное.